# Dacre
Dacre är en by (village) och en civil parish  i Storbritannien. Den ligger i grevskapet Cumbria och riksdelen England, i den centrala delen av landet, 400 km nordväst om huvudstaden London. Orten har 1 326 invånare (2001). Den har en kyrka och ett slott.